# تشارلز جيبسون
تشارلز جيبسون (بالإنجليزية: Charles Langdon Gibson)‏ (و. 1864 – 1944 م) هو جراح، وبروفيسور، من الولايات المتحدة الأمريكية، ولد في بوسطن، توفي عن عمر يناهز 80 عاماً.